# تأسیسات شتاب‌دهنده ملی توماس جفرسون

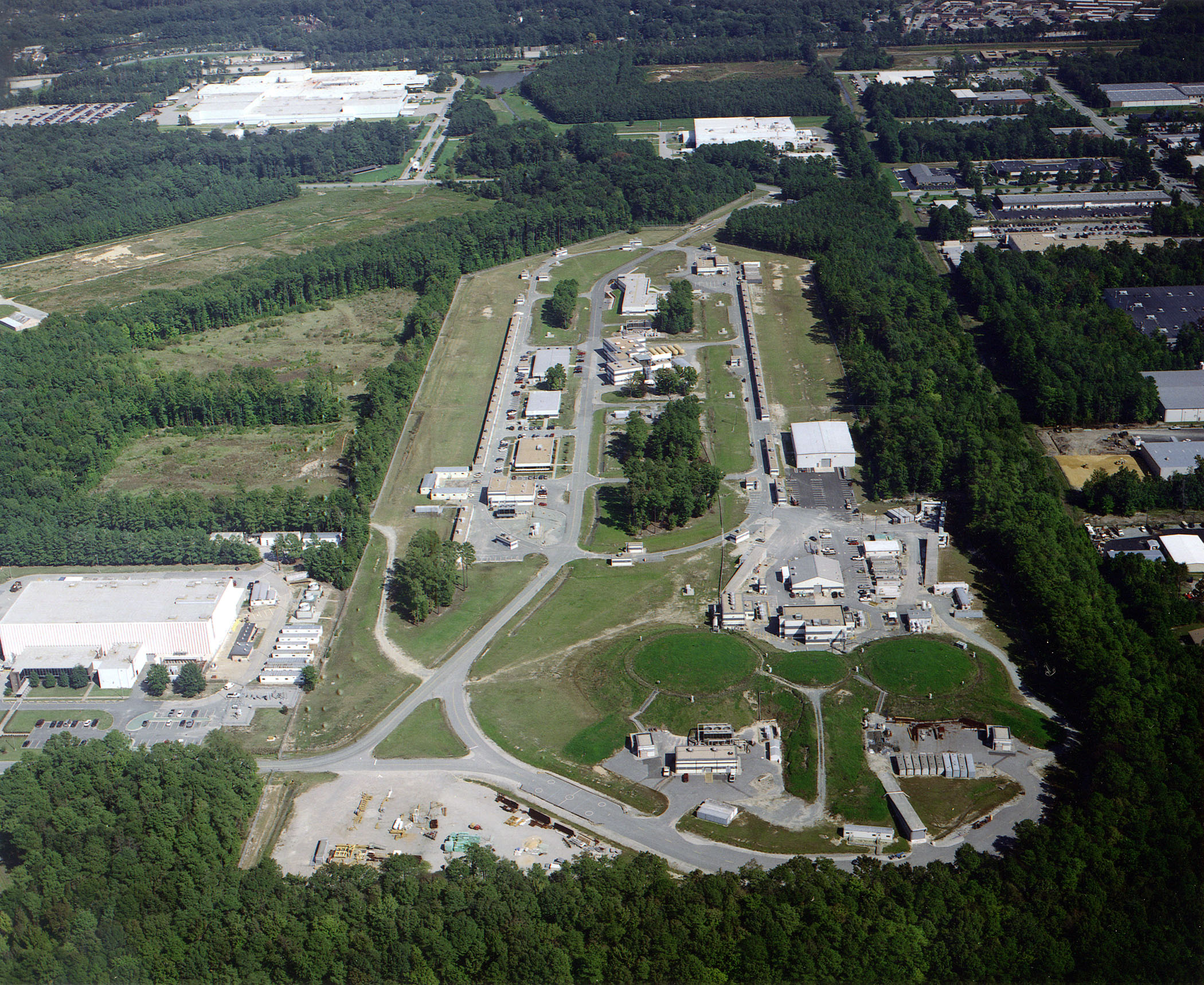

تأسیسات شتابدهنده ملی توماس جفرسون (به انگلیسی: Thomas Jefferson National Accelerator Facility) معروف به جفرسون لبز، تأسیس ۱۹۸۴، یک آزمایشگاه ملی در آمریکا است.
این مرکز که در ویرجینیا قرار دارد، حاوی بزرگترین لیزر الکترون آزاد در جهان است.